# Kamen (Allemagne)
Pour les articles homonymes, voir Kamen.
Kamen (en allemand : /ˈkaːmən/ ) est une ville d'Allemagne située dans l'arrondissement d'Unna dans le land Rhénanie-du-Nord-Westphalie.
Kamen est situé dans la partie orientale de la Ruhr, à une dizaine de kilomètres au sud-est de Hamm et à 25 kilomètres au nord-est de Dortmund.
Au recensement de 2008, Kamen comptait 45 103 habitants.

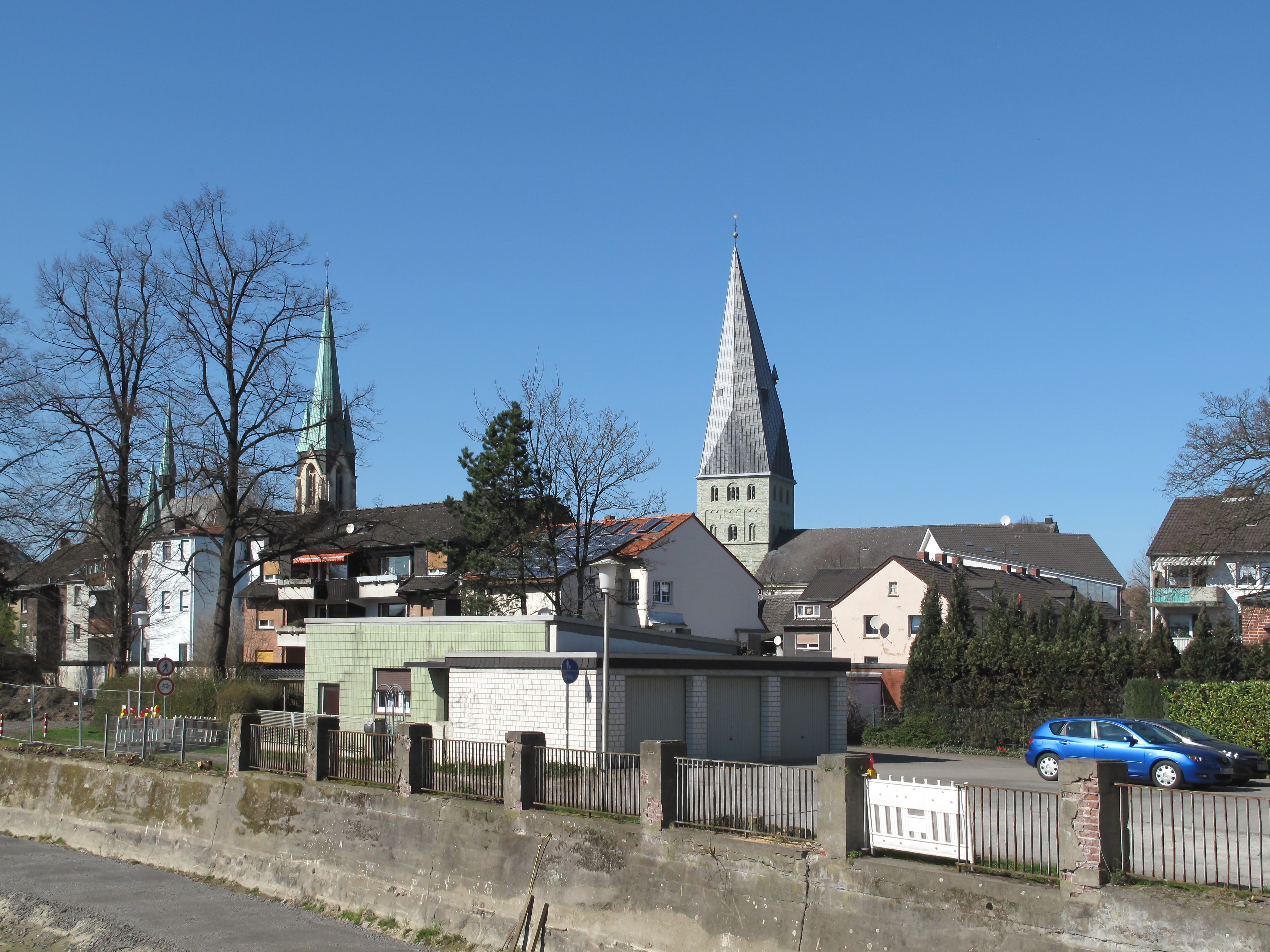
Vue sur la ville de Kamen
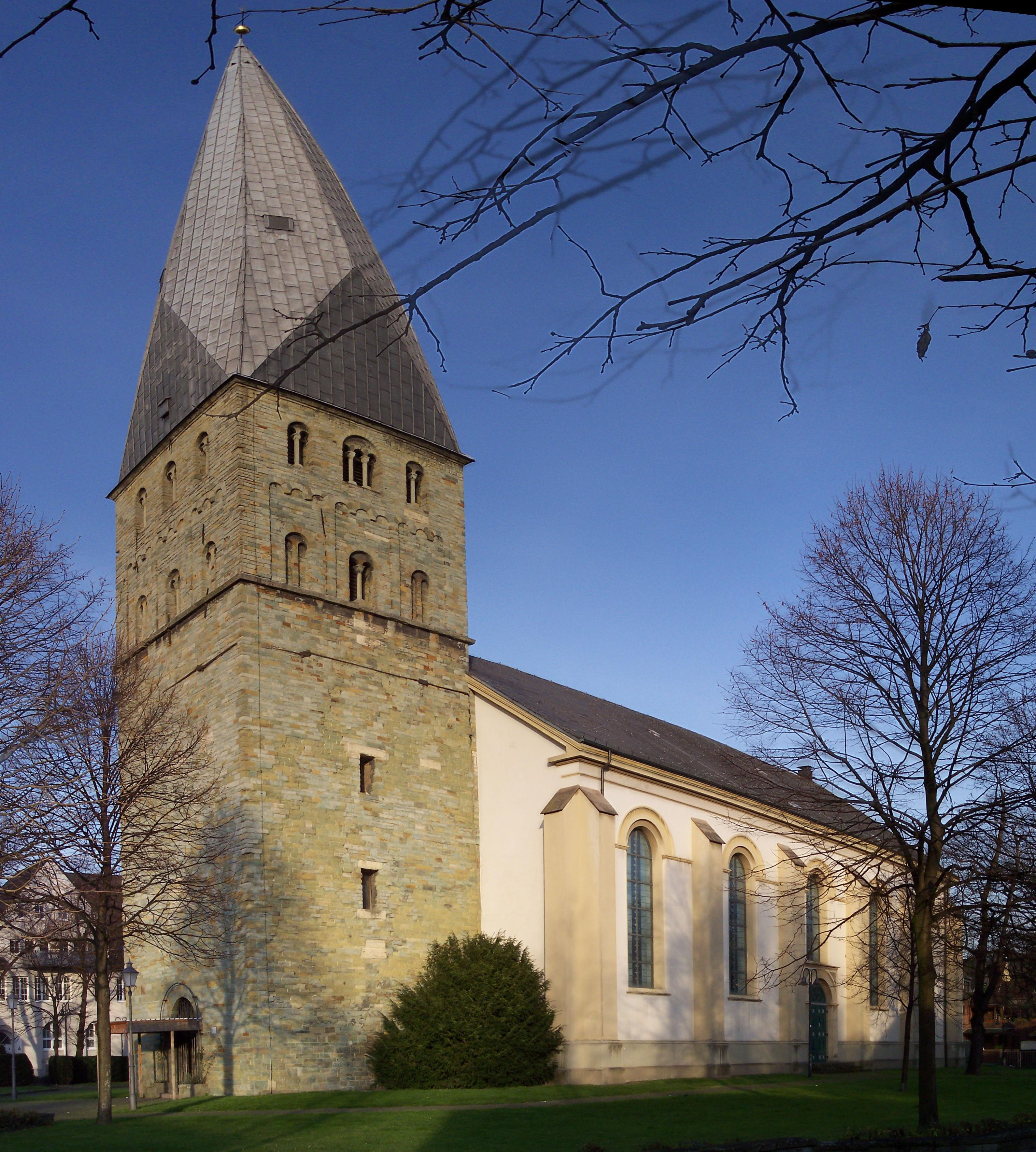
L'église de Kamen
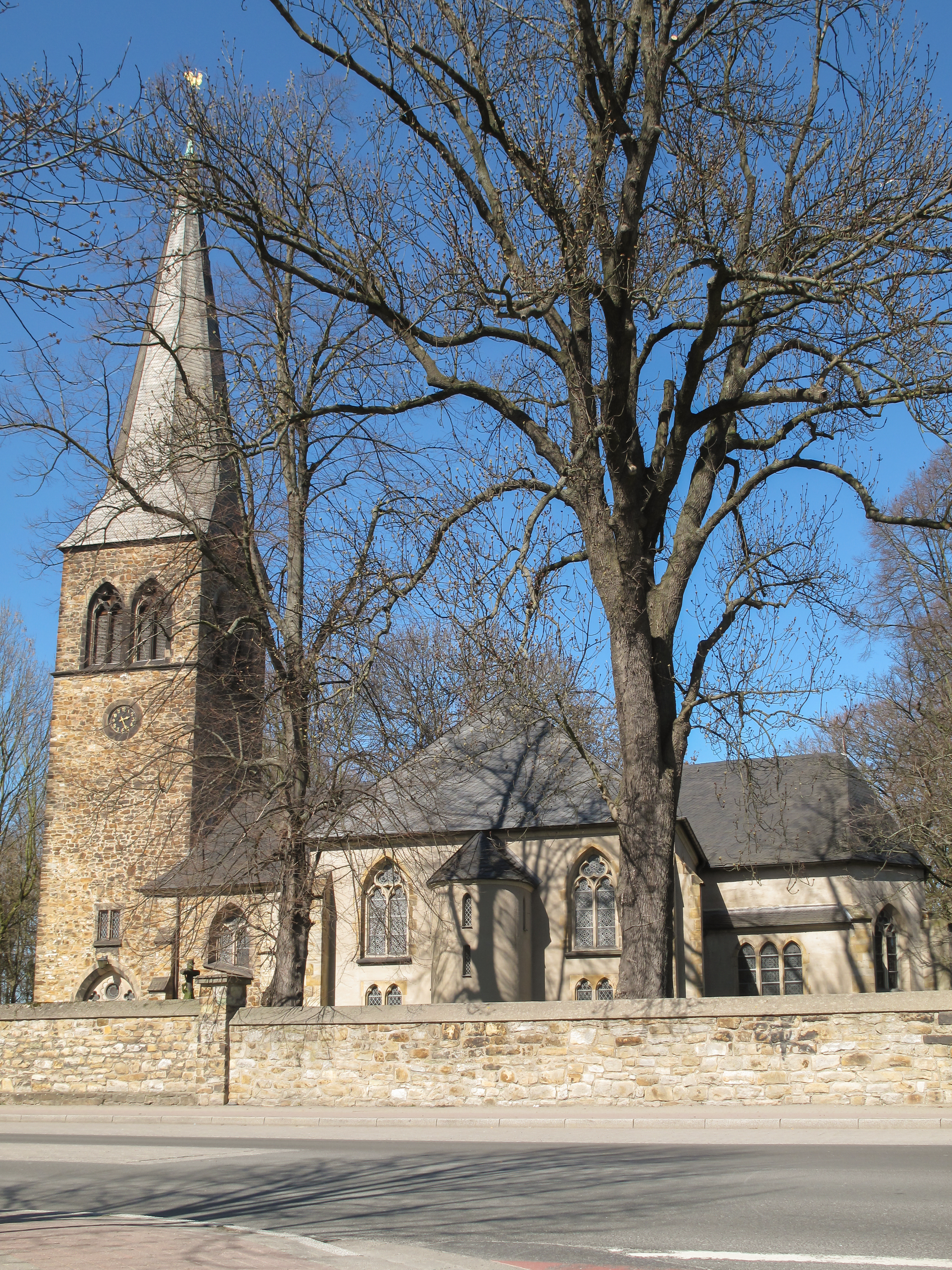
Église protestante de Heeren-Werve
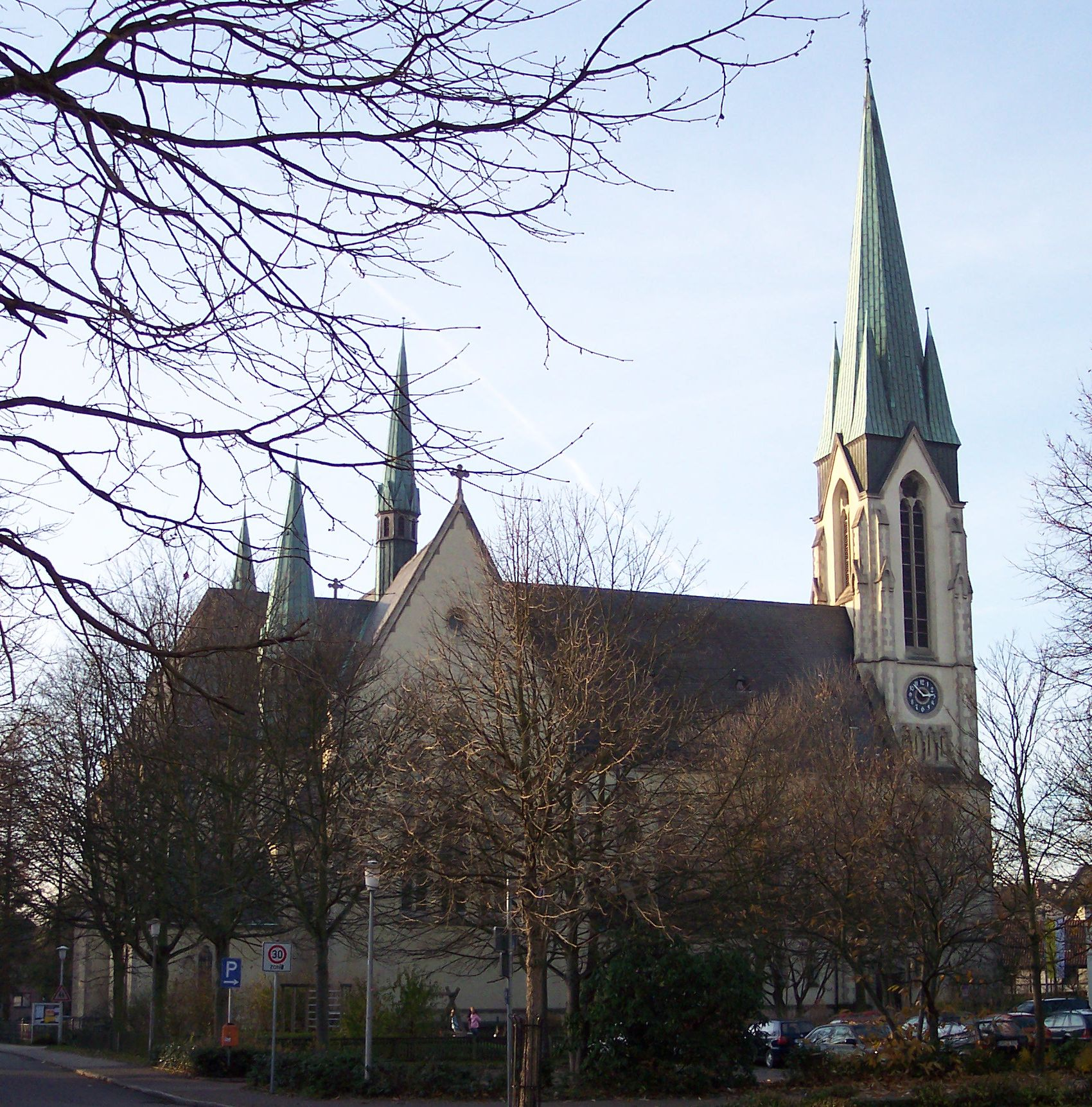
Église de la Sainte-Famille de Kamen

La ville a donné son nom à l'échangeur autoroutier de Kamener Kreuz situé à proximité et qui permet l'interconnexion des autoroutes allemandes A1 et A2.

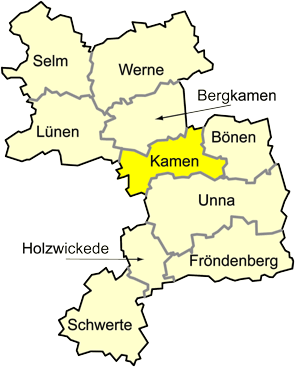
Localisation de Kamen

## Histoire
| Appartenances historiques Comté de Berg 1101-1161 Comté d'Altena 1161-1198 Comté de La Marck 1198-1807 Grand-duché de Berg 1807-1813 Royaume de Prusse (Province de Westphalie) 1815-1918 République de Weimar 1918-1933 Reich allemand 1933-1945 Allemagne occupée 1945-1949 Allemagne 1949-présent |

## Jumelages
La ville de Kamen est jumelée avec les villes suivantes :
- Ängelholm (Suède)
- Bandırma (Turquie)
- Beeskow (Allemagne)
- Eilat (Israël)
- Montreuil-Juigné (France)
- Sulęcin (Pologne)
- Unkel (Allemagne)